# ضدقهرمان

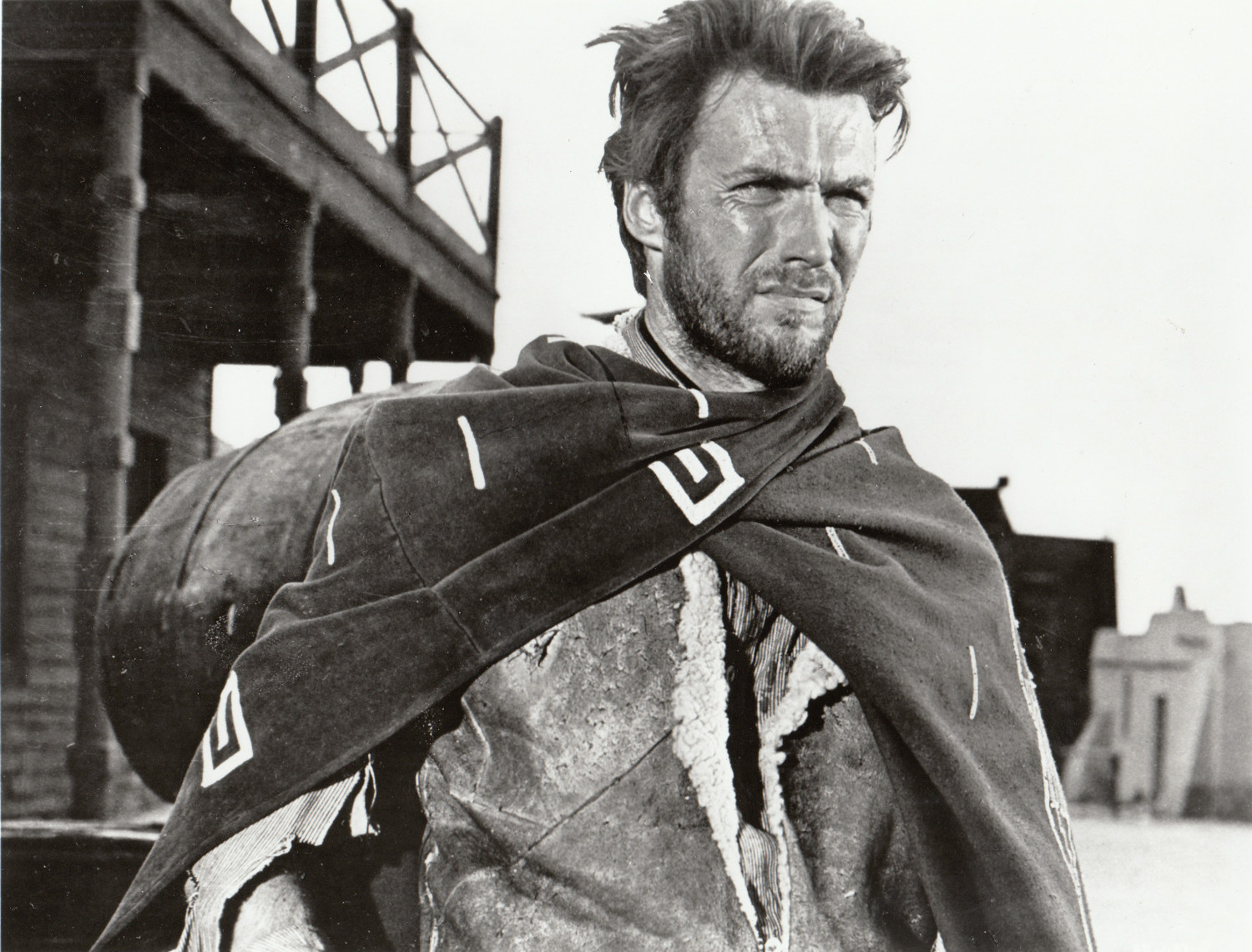
فیلم‌های ضدّ وسترن عموماً یک ضدقهرمان به عنوان شخصیت اصلی دارند که به لحاظ اخلاقی، مبهم و تاریک است. کلینت ایستوود در به خاطر یک مشت دلار (۱۹۶۴)، مردی بی‌نام و نشان را به تصویر می‌کشد که نمونه بارز ضدقهرمان در سه‌گانه دلار وسترن اسپاگتی است.

ضدِقهرمان یا ناقهرمان (انگلیسی: Antihero) قهرمانی است فاقد ویژگی‌های پهلوانی، مانند آرمان‌گرایی، از خود گذشتگی و اخلاق. این شخصیت‌ها عموماً دارای صفات شخصیتی منفی‌ای مانند ناسازگاری، حیله‌گری و پرخاشگری هستند که با ویژگی‌های شخصیتی مرسوم و کهن قهرمانان، ضدیت دارد.

## چند نمونه
- مجازاتگر در کمیک‌ها و فیلم‌ها
- ونوم در کمیک‌هایش
- آرش در آرشِ بهرام بیضایی

شخصیت کارای در لاکپشت‌های نینجا
- علی خوشدست در تنگنای امیر نادری
- دن کیشوت
- هری کثیف
- سوروس اسنیپ (در بخشی از زندگی اش و پیش از پیوستن به محفل ققنوس)
- استیو مک کویین در فیلم گریز
- لوکی در فیلم‌های انتقام جویان
- لایت یاگامی در انیمه دفتر مرگ
- سایتاما در انیمه مرد تک مشتی
- لولوش لامپروژ در انیمه کد گیاس
- شخصیت کمیک بوکی ددپول
- کریتوس در سری بازی ویدئویی خدای جنگ
- شخصیت رورشاک در کمیک نگهبانان (Watchmen)
- شخصیت زن گربه ای در کمیک‌های بتمن نوشته دی سی
- شخصیت حمید با بازی ابوالفضل پورعرب در فیلم‌های عروس به کارگردانی بهروز افخمی.
- شخصیتهای موریارتی و یوروس در سریال شرلوک هلمز.